# Karl Ceconi
Karl Ceconi (* 9. März 1884 in Salzburg; † 16. Dezember 1946 ebenda) war ein österreichischer Baumeister und Architekt.

## Biographie
Karl Ceconi repräsentierte als Sohn des Jakob und der Anne Ceconi, geb. Schädler die dritte Generation der ursprünglich aus dem Friaul stammenden, bekannten Baumeister- und Architektenfamilie Ceconi aus Salzburg.
Er studierte an der Technischen Hochschule in Wien und absolvierte danach ein Praktikum im Ausland. 1914 wurde er zum Wehrdienst einberufen und geriet im Laufe des Ersten Weltkrieges in russische Kriegsgefangenschaft, wo er an Flecktyphus erkrankte.
Nach dem Tod seines Vaters übernahm er 1922 die Ceconische Baufirma. Aufgrund der fast vollkommen zum Stillstand gekommenen Bautätigkeit in Salzburg und dem angrenzenden Alpenraum während des Krieges und der Nachkriegszeit war das Unternehmen finanziell schwer angeschlagen. Karl Ceconi selbst war durch Kriegsdienst und Gefangenschaft gesundheitlich schwer beeinträchtigt, verstand es aber, das Unternehmen noch zehn Jahre, wenn auch mit mäßigem Erfolg, weiterzuführen. Zunehmend auch in Salzburg aus dem lokalen Wettbewerb gedrängt, musste er 1932 die Bautätigkeit der einst angesehenen Firma einstellen und das Unternehmen liquidieren lassen. Persönlich war er danach als Gutachter in Baurechtssachen tätig.
Zu seinen bekanntesten Bauten gehören die Polizeikaserne in Salzburg und das Krematorium am Salzburger Kommunalfriedhof. Nach seinem Ableben wurde er im Ceconischen Familiengrab am Kommunalfriedhof beigesetzt.